# Salobral
Salobral – gmina w Hiszpanii, w prowincji Ávila, w Kastylii i León, o powierzchni 7,55 km². W 2011 roku gmina liczyła 131 mieszkańców.